# EVM
Error vector magnitude или EVM (на български „големина на векторната грешка“) е метод за измерване качеството на характеристиките на цифрови радиоустройства.
Теоретично оценката на векорната грешка се извършва в демодулаторния модул на устройството. В радиокомуникационните устройства фазовите и амплитудните изкривявания се генерират най-вече от модулатор-демодулаторните и усилвателни модули и оказват директно влияние на комуникационната връзка. Качестото и поддържането на постоянна корелация (с избраната модулационна схема) в модулатор-демодулаторните модули вследствие на „въртене“ на фазата и манипулирането на амплидутата на сигнала се оценява чрез този параметър. Необходимо е да се спомене, че усилвателните модули, намиращи се непосредствено след модулатор-демодулаторните компоненти, също въздействат, и в много теоретични разработки на тази тема се включват към предходните в единна система за изследване.
Да се премахне влиянието на разпределения в комуникационната система коефициент на усилване, EVM се нормализира и се изразява в проценти. Обикновено RMS (средно квадратичното) на EVM за определено количество символи N се дефинира чрез израза:
{\displaystyle EVM={\frac {sqrt{{\frac {1}{N}}*\sum _{j=1}^{N}(I_{j}-I_{j}^{'})^{2}+(Q_{j}-Q_{j}^{'})^{2}}}{|V_{max}|}}},
където:
{\displaystyle V_{max}} е векторът на идеалния сигнал;

{\displaystyle I_{j}} е I компонент на вектора на измервания сигнал за j-ия символ;

{\displaystyle I_{j}^{'}} е I компонент на вектора на идеалния сигнал за j-ия символ;

{\displaystyle Q_{j}} е Q компонент на вектора на измервания сигнал за j-ия символ;

{\displaystyle Q_{j}^{'}} е Q компонент на вектора на идеалния сигнал за j-ия символ;

{\displaystyle N} е брой на символите за изчисляване на векторната грешка.